# Роттье де Лаборд, Шарль Франсуа
Шарль Франсуа Роттье де Лаборд (фр. Charles François Rottier de Laborde; 1779—1828) — французский военный деятель, полковник (1812 год), барон (1815 год), участник революционных и наполеоновских войн.

## Биография
Из дворян, сын королевского смотрителя вод и лесов Шарля Роттье де ля Борда (фр. Charles Rottier de la Borde) и его супруги Маргариты Пенслу де ля Мустьер (Marguerite Pinceloup de la Moustière}}). В октябре 1799 записался добровольцем в польский Дунайский легион. 3 мая 1800 года стал младшим лейтенантом, 23 сентября 1800 года - лейтенантом. Служил, в качестве адъютанта командира этого легиона генерала Княжевича. Дважды ранен в ходе Рейнской кампании 1800-01 гг. (в левое бедро и левую руку). В 1801 уволен в отставку.
23 января 1804 года вернулся на службу, в звании лейтенанта и в качестве адъютанта генерала Деларю. С 21 октября 1806 года служил адъютантом генерала Сен-Сюльписа, приняв участие в Польской кампании. 6 февраля 1807 года ранен в правую руку пулей навылет в бою при Хофе. 8 марта 1807 года произведён в капитаны. В 1809 принимал участие в Австрийской кампании.
31 января 1810 года женился в Париже на племяннице генерала Сен-Сюльписа Юфрази де Бонарди дю Мениль (фр. Euphrasie de Bonardi du Ménil).
18 февраля 1810 года получил звание командира эскадрона. Участвовал в Русской кампании 1812 года. Получил огнестрельное ранение в грудь в сражении при Малоярославце. 13 ноября 1812 года произведён в полковники штаба. 23 января 1813 года переведён в запас. Принимал участие в кампаниях 1813-14 гг. в качестве начальник штаба 1-й кирасирской дивизии 1-го резервного кавалерийского корпуса (с марта 1813 года) и начальника штаба одной из дивизий 4-го корпуса Великой Армии (с декабря 1813 года).
С 1 июля 1814 года служил в 1-м военном округе в штабе Парижской крепости. В январе 1815 года уволен в отставку, но 11 марта 1815 года возвращён на прежнюю должность. Оставался на ней и в период «Ста дней». 1 августа 1815 года вновь уволен со службы. С 5 января 1816 года начальник штаба 3-го военного округа в Меце, а затем 19-го округа в Лионе. В 1818 году зачислен в резерв Генерального штаба. Скончался 21 июля 1828 года от последствий ранений, полученных в ходе дуэли на саблях.

## Титулы
- Барон Роттье де Лаборд и Империи (фр. baron Rottier de Laborde et de l'Empire; декрет от 3 сентября 1813 года, патент подтверждён 23 декабря 1815 года)[2].

## Награды
Легионер ордена Почётного легиона (23 апреля 1809 года)
 Офицер ордена Почётного легиона (14 мая 1813 года)
 Коммандан ордена Почётного легиона (28 ноября 1813 года)
 Кавалер Военного ордена Святого Людовика (26 октября 1814 года)